# 1993 QA
1993 QA är en asteroid som korsar Jordens och Mars omloppsbanor. Den upptäcktes 16 augusti 1993 av Spacewatch vid Kitt Peak-observatoriet.
Asteroiden har en diameter på ungefär 0,5 kilometer och den tillhör asteroidgruppen Apollo.